# Tetronarce
Tetronarce es un género de elasmobranquios torpediniformes de la familia Torpedinidae.

## Lista de especies
El género tiene 13 especies
- Tetronarce californica  Ayres, 1855
- Tetronarce cowleyi  Ebert, Haas & de Carvalho, 2015
- Tetronarce fairchildi  Hutton, 1872
- Tetronarce formosa  Haas & Ebert, 2006
- Tetronarce macneilli  Whitley, 1932
- Tetronarce microdiscus  Parin & Kotlyar, 1985
- Tetronarce nobiliana  Bonaparte, 1835
- Tetronarce occidentalis  Storer, 1843
- Tetronarce peruana  Chirichigno F., 1963
- Tetronarce puelcha  Lahille, 1926
- Tetronarce semipelagica  Parin & Kotlyar, 1985
- Tetronarce tokionis  Tanaka, 1908
- Tetronarce tremens  de Buen, 1959